# Goirlese Watermolen
De Goirlese Watermolen of Molen van De Visscher was een watermolen op de Nieuwe Leij (vroeger de Oude Leij) te Goirle.
Deze molen lag aan de huidige Watermolenstraat. Hij wordt voor het eerst vermeld in 1331 en deed dienst als korenmolen en oliemolen. Hij was meestal in het bezit van de heren van Goirle en Tilburg, maar van 1623-1712 was hij eigendom van particuliere molenaars en daarna, tot de Franse tijd, weer eigendom van de heren. Eind 18e eeuw, toen de heerlijkheden werden opgeheven, kwam de molen in bezit van de familie De Visscher. Deze bezat ook de windmolen en gebruikte de watermolen als reserve voor windstille dagen.
In 1903 werd de molen gekocht door steenfabrikant J. Botermans. Deze wilde de sluizen van de molen gebruiken om De Vloed, een laaggelegen weidegebied, te bevloeien en stelde de molen buiten gebruik. De volgende eigenaar, de fabrikant E.J. van Puijenbroek, liet de molen slopen en voegde het terrein bij zijn tuin. Een schuurtje bleef nog enige jaren staan.
Ook waren er nog twee molenwielen aanwezig: het stuw- en spuiwiel. Het laatste, Molenwiel of het Sluizewiel genaamd, werd geleidelijk opgenomen in de Leij. Dit riviertje werd echter gekanaliseerd. Het restant van het spuiwiel is tegenwoordig nog in gebruik als vijver in de tuin van de nabijgelegen Villa Anna.